# Ligne de Riihimäki à Tampere
La Ligne de Riihimäki à Tampere (finnois : Riihimäki–Tampere-rata), est une ligne de chemin de fer, du réseau de chemin de fer finlandais qui relie la gare de Tampere à la gare de Riihimäki.

## Histoire
La ligne entre Riihimäki et Hämeenlinna a été ouverte en 1862 dans le cadre du premier chemin de fer finlandais entre Helsinki et Hämeenlinna, et la ligne entre Riihimäki et Tampere en 1876.

## Infrastructure

### Gares

Gares
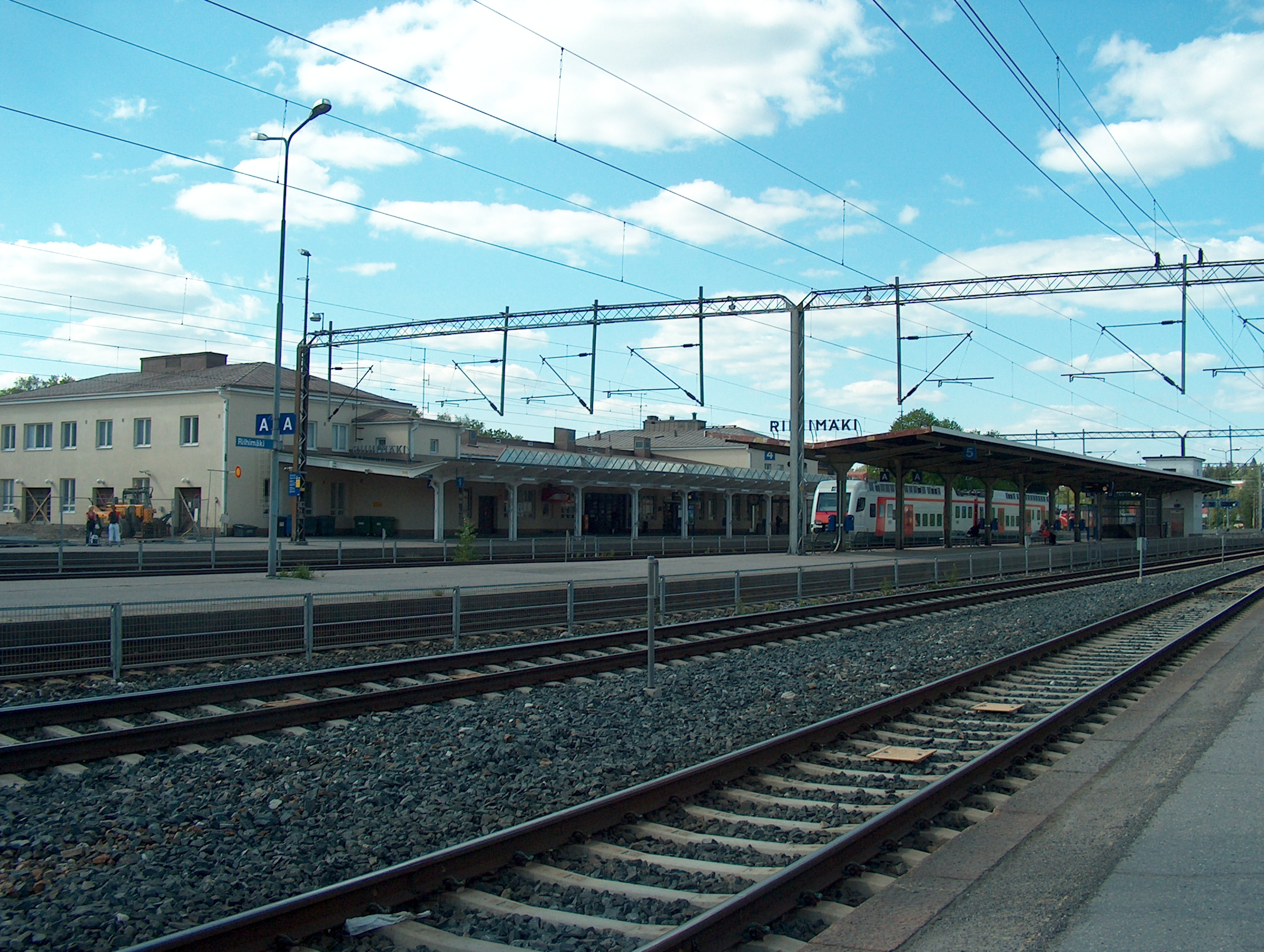
Riihimäki
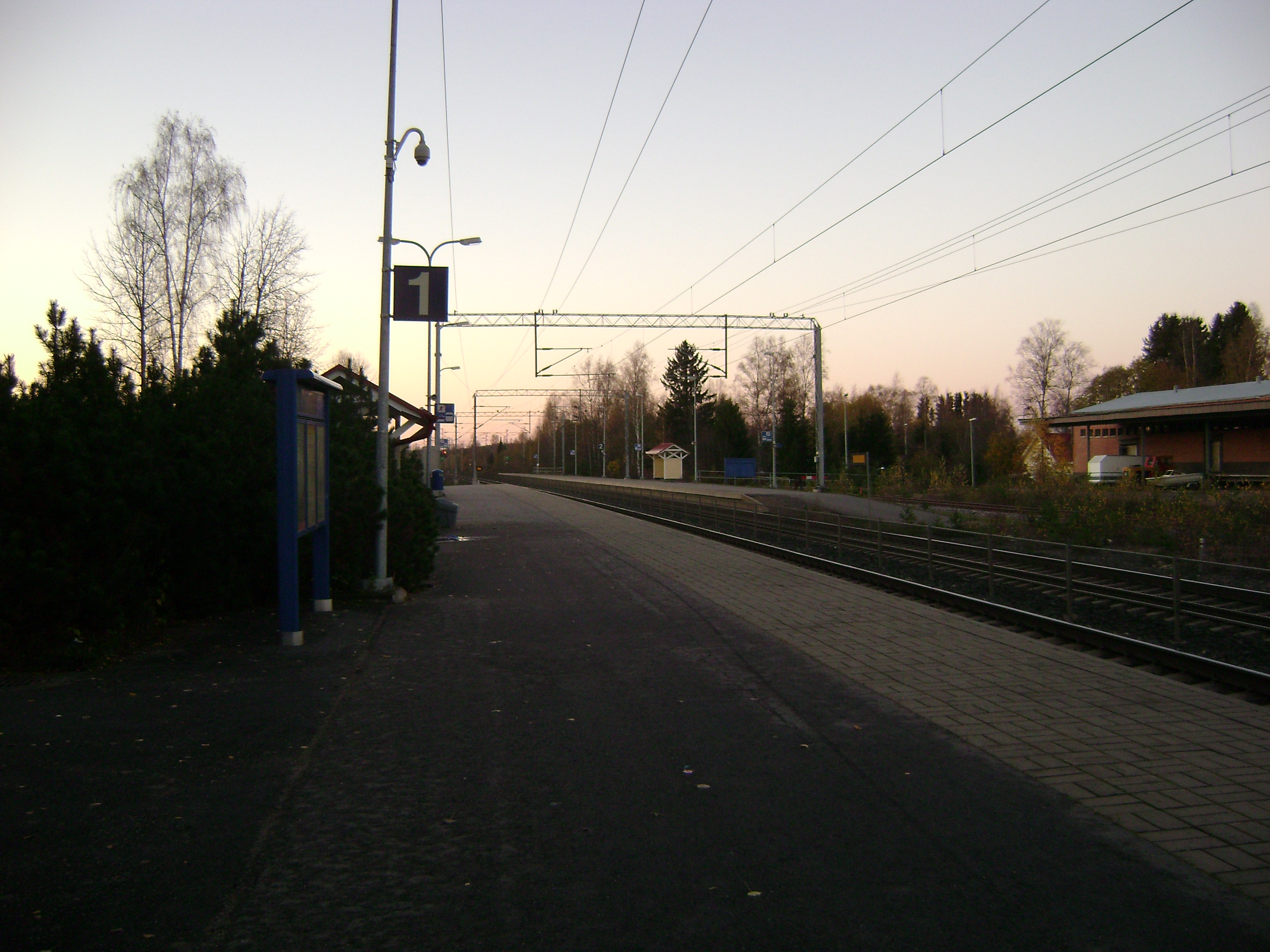
Ryttylä
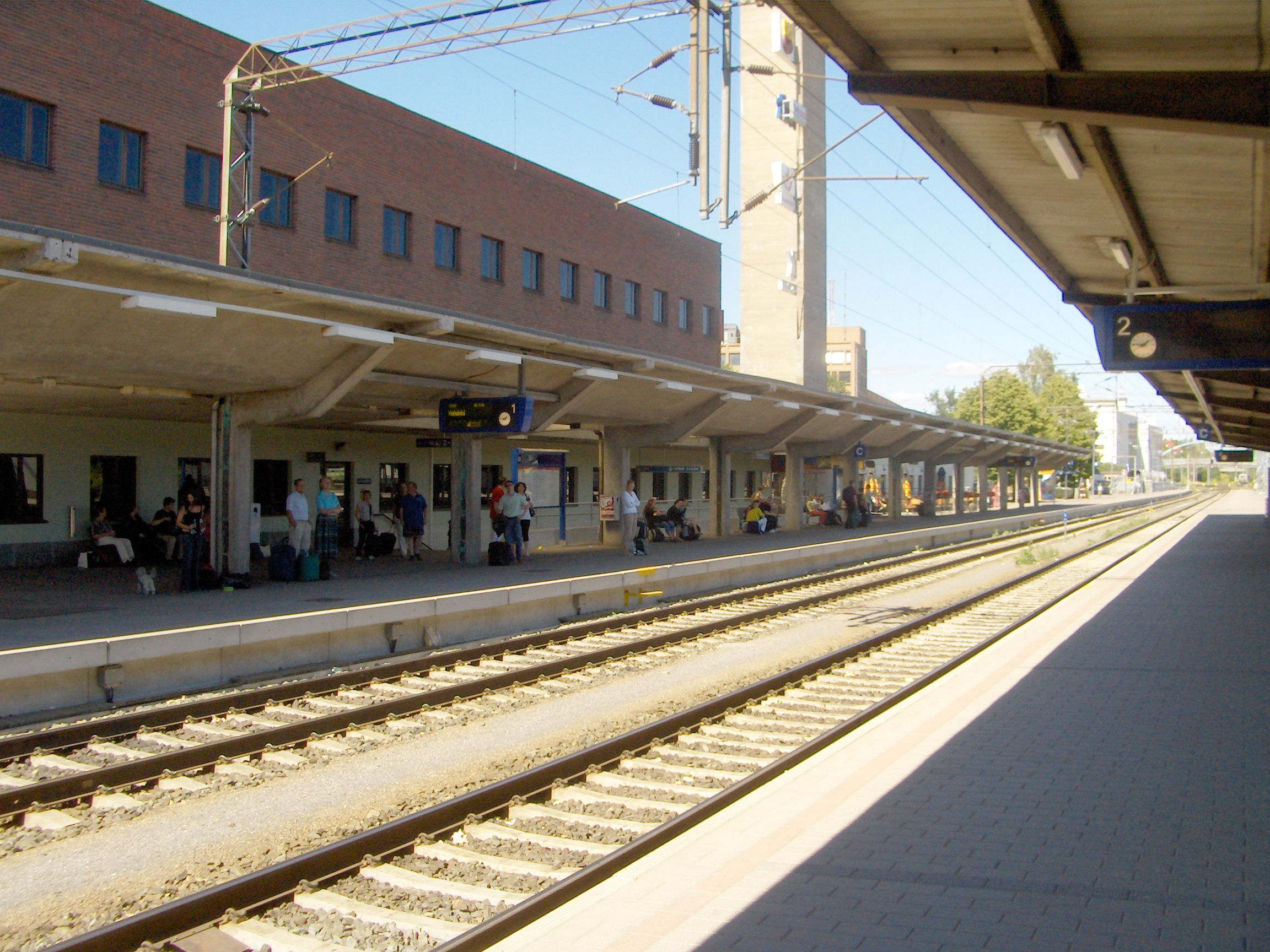
Tampere

## Exploitation
Le service des voyageurs comprend : les lignes de banlieue d'Helsinki R et D circulent sur le tronçon Riihimäki–Tampere ; la ligne M part de Toijala ou de Tampere vers Nokia sur la voie ferrée Tampere–Pori ; et faisant partie de la ligne principale, le tronçon Riihimäki–Tampere est un élément central du transport longue distance en Finlande. Après Riihimäki et éventuellement en faisant des arrêts à Hämeenlinna, Toijala et Lempäälä, après avoir atteint Tampere, les trains se dirigent vers Pori via l'ouest de Pirkanmaa et de Satakunta, vers l'Ostrobotnie sur la ligne Tampere–Seinäjoki, ou vers Jyväskylä en Finlande centrale via Jämsä. De plus, Toijala est l'un des terminus de la ligne Turku–Toijala. Les terminus des itinéraires qui traversent la ligne Riihimäki-Tampere sont les gares de Turku, Tampere, Seinäjoki, Vaasa, Ylivieska, Oulu, Rovaniemi, Kemijärvi et Jyväskylä.